# Шасеми
Шасеми (фр. Chassemy) насеље је и општина у североисточној Француској у региону Пикардија, у департману Ен (Пикардија) која припада префектури Соасон.
По подацима из 2011. године у општини је живело 807 становника, а густина насељености је износила 74,38 становника/km². Општина се простире на површини од 10,85 km². Налази се на средњој надморској висини од 69 метара (максималној 160 m, а минималној 43 m).

## Демографија
| 1962. | 1968. | 1975. | 1982. | 1990. | 1999. | 2011. |
| ----- | ----- | ----- | ----- | ----- | ----- | ----- |
| 443   | 459   | 455   | 588   | 674   | 709   | 807   |

График промене броја становника у току последњих година